# Бражников, Григорий Иванович
Григо́рий Ива́нович Бра́жников (1916 — 1995) — советский офицер, танкист в годы Великой Отечественной войны, мастер танкового боя. За годы войны боевой счёт Г. И. Бражникова составил 16 подбитых и уничтоженных танков и штурмовых орудий противника.

## Биография
Родился в 1916 году в станице Кавказская (по другим данным — Ильинская) Краснодарского края. Русский. Работал слесарем, котельщиком сахарного завода. Сестра — Любовь Макаренко (Бражникова).
С 1936 года в рядах РККА. Участник Великой Отечественной войны с марта 1942 года. Воевал на Юго-Западном, Калининском и Воронежском фронтах. 10 декабря 1942 года был тяжело ранен. В зимних боях подбил и уничтожил 7 танков противника.
Командир взвода средних танков 49-го батальона 49-й танковой бригады лейтенант Г. И. Бражников отличился во время Курской битвы на обояньском направлении. 7 июля уничтожил в бою один PzKpfw III и один PzKpfw IV. 10 июля 1943 года в районе высоты 244 в течение нескольких минут с дистанции 350—400 метров поджёг три танка «Тигр» и два средних танка, истратив при этом всего 8 снарядов. В ходе боя ещё один «Тигр» сумел поджечь Т-34 Бражникова, но экипаж остался цел. Таким образом, боевой счёт Бражникова достиг 14-ти подбитых и уничтоженных танков противника.
За этот эпизод был представлен командиром батальона капитаном Беловым к званию Героя Советского Союза, однако по заключению военного совета 1-й танковой армии М. Е. Катукова награждён орденом Красного Знамени (22 августа 1943). Башенные стрелки — А. Суворов, Поручиков. Член ВКП(б) с 1943 года.
В течение мая 1944 года в оборонительных боях за город Коломыя на участке 17-го гвардейского стрелкового корпуса гвардии старший лейтенант Г. И. Бражников, командуя танковой ротой 64-й гвардейской танковой бригады, держал оборону методом танковых засад и отражал многочисленные атаки противника. При этом было уничтожено 3 дзота, шесть миномётов и до 50-ти солдат и офицеров противника. За этот эпизод был награждён орденом Красной Звезды (4 июня 1944).
С 25 по 28 апреля в уличных боях в Берлине танковая рота 3-го танкового батальона 64-й гвардейской танковой бригады зачистила 32 квартала, уничтожив два средних танка, одно штурмовое орудие «Фердинанд», один тяжёлый миномёт, два орудия, более 150 солдат и офицеров противника, а также взяла в плен 55 человек, среди которых один полковник. При этом командир танковой роты гвардии старший лейтенант Г. И. Бражников лично записал на свой боевой счёт одно штурмовое орудие «Фердинанд» и один средний танк. За этот эпизод командование бригады представило Г. И. Бражникова к ордену Ленина, однако решением командующего войсками 1-й гвардейской танковой армии генерал-полковника танковых войск Катукова был награждён орденом Александра Невского (9 мая 1945).
Таким образом, за годы войны боевой счёт Г. И. Бражникова составил 16 подбитых и уничтоженных танков и штурмовых орудий противника.
После войны был демобилизован, вернулся домой в станицу Кавказскую. Вернулся к своей скромной профессии слесаря, работал на механическом заводе в городе Кропоткине.

## Награды и звания
- Орден Красного Знамени (22 августа 1943)
- Орден Александра Невского (9 мая 1945)
- Орден Отечественной войны I степени (6 апреля 1985)
- Орден Красной Звезды (4 июня 1944)
- Медали

## Оценки и мнения
Седьмого июля Григорий Бражников, встретившись с танками противника типа «тигр», уничтожил один из них, а двенадцатого июля, вторично столкнувшись с «тиграми», добился ещё лучшего, прямо скажем — исключительного результата: он теперь уничтожил уже не один «тигр», а четыре. Этим Бражников ещё раз доказал силу русского оружия и силу воли советского человека.
— Из письма бойцов и командиров бригады к родителям Г. Бражникова